# Martin Terrier
Martin Albert Frédéric Terrier (nascut el 4 de març de 1997) és un futbolista professional francès que juga de segon davanter pel conjunt de la Lliga alemanya de futbol Bayer Leverkusen amb el qual ha guanyat la Supercopa alemanya de futbol 2024.